# 松田優 (1983年生の小説家)
松田 優（まつだ ゆう、1983年12月2日 - ）は、日本の小説家、ライター、SEOライティングディレクター。日本ペンクラブ会員。
著書に、人間関係の崩壊と性暴力の問題を描いた小説『ドミノ倒れ』、株式会社スマートデイズが起こした投資詐欺事件かぼちゃの馬車事件を風刺的に描いたノンフィクション小説『かぼちゃの馬車の“クレーム”ブリュレ』がある。
『かぼちゃの馬車の“クレーム”ブリュレ』にて、自身が底辺ネットライター、其処當あかりと名乗ってブロガーをしていた過去を明かしている。松田優名義だけでなく、其処當あかり名義の記事もHUFFPOSTに掲載されている。
小説家として日本ペンクラブに加盟しており、現代社会における個人の尊厳や抑圧された声を広める活動を行っている 。
また、大手出版社のWebメディアにおいてSEOディレクションおよび編集を多数手がけており、講談社や小学館などの媒体でSEO記事の品質管理、戦略立案、ライター育成を行っている。
一方で、タレントであるテレンス・リーやキャンディ・ミルキィが所属する芸能プロダクション「オフィステレンスリー」の代表も務めている。

## 著書
- 『ドミノ倒れ』IAP出版、2019年　ISBN 4908863059
- 『かぼちゃの馬車の“クレーム”ブリュレ』IAP出版、2019年　ISBN 4908863067